# يسلم أحمد باحكم
يسلم بن أحمد باحكم هو شاعر يمني. ولد عام 1915 في مدينة المكلا عاصمة محافظة حضرموت. تلقى تعليمه في مدارس المكلا مسقط رأسه. تنقل في عدد من الوظائف الحكومية. تثقف شعرياً بمجالسة الشعراء ومطالعته لمعظم الشعراء العرب والحضارم. وهو يعتبر واحداً من أبرز الشعراء الشعبيين في حضرموت. غنى له الفنان محمد جمعه خان. توفي في خريف 1976.